# ダルンザドガド
ダルンザドガド（モンゴル語：Даланзадгад、ᠳᠠᠯᠠᠨᠵᠠᠳᠠᠭᠠᠳ　ラテン翻字例：Dalanzadgad）は、モンゴル国ウムヌゴビ県の県庁所在地である。ダルンとは、モンゴル語で「70」との意味。
首都ウランバートルから南へ540キロメートル、海抜1,470メートルに位置する。人口は18,700人（2010年）。ダルンザドガド空港があり、ウランバートルとの定期便が運行されている。
ウランバートルから送信される全国向けテレビジョン放送は大体受信できるが、停電や断水が頻繁に起き、いったん起きると復旧に時間がかかる。